# 恵庭事件

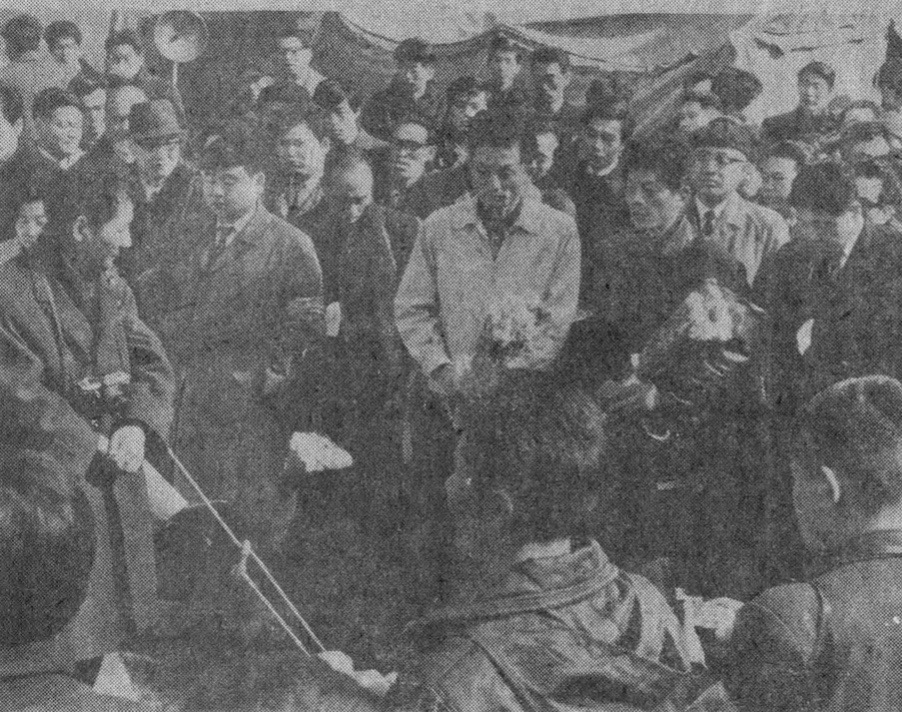
1967年3月29日、札幌地裁は自衛隊法第121条違反により起訴された兄弟二人に無罪を言い渡したが、自衛隊の憲法判断には触れなかった。写真は、地裁前で怒りを表明する兄弟二人と、支援者や弁護団ら。

恵庭事件（えにわじけん）は、1962年12月に北海道千歳郡恵庭町（現恵庭市）に住む酪農家の兄弟2人が同町内の陸上自衛隊島松演習場で電話通信線を切断した刑事事件のことである。
2人は自衛隊法第121条違反に問われたが、自衛隊法が日本国憲法第9条に照らし合わせて合憲か違憲かが争点となり注目された。

## 概要
北海道の恵庭町で、自衛隊演習場の近隣で酪農を営む2人の兄弟が演習場からの騒音により牛乳生産量が落ちたとして「境界付近での射撃訓練については事前に連絡する」と自衛隊と確約していた。しかし、自衛隊にその確約を破られたことから1962年12月11日火曜日、12日水曜日に自衛隊の着弾地点との通信回線を切断した。
これに対し、検察は通信回線は自衛隊法第121条の「その他の防衛の用に供する物」に該当するとして防衛器物の損害（自衛隊法第121条）で起訴した。一方、被告人の弁護側は、自衛隊法とそれにより存在を認められている自衛隊が憲法9条に違反しており、自衛隊法第121条は違憲であり無効であると主張した。
第1審の札幌地方裁判所の1967年3月29日判決（辻三雄裁判長）では「武器、弾薬、航空機」という例示的物件との間で殆どこれと同列に評価しうる程度の密接かつ高度な類似性のみを認められる物件であるべきとして、通信回線は自衛隊法第121条の「その他の防衛の用に供する物」に該当せず、また刑法の器物損壊罪との関係については「防衛器物の損害（自衛隊法第121条）は器物損壊罪が有する財産犯的な性格よりも、自衛隊による国の防衛作用を妨害する犯罪類型としての性格に第一次的な意義があり、財産犯たる比重は副次的なものに留まる」「本件では自衛隊第121条違反としての訴因に焦点を絞っていた訴訟経過から、器物損壊罪にあたる余地の有無に言及するべきではない」として被告人に無罪を言い渡した。自衛隊の憲法判断に関しては、被告人の行為が無罪である以上、憲法判断を行う必要はなく、また行うべきでもないとして、これを回避した。
検察は上訴をせず、また無罪となった被告人は訴えの利益がないとして上訴できないため、無罪が確定した。自衛隊の合憲性については判断がなされなかったため「肩すかし判決」とも呼ばれた。
『世界』1963年9月に、深瀬忠一は、「島松演習場事件と違憲問題」を発表し、事件の問題提起の端緒を開いた。

## 恵庭事件を扱った作品
- 映画『憲法を武器としてー恵庭事件 知られざる50年目の真実』 （2017年）株式会社タキオンジャパン（監督・稲塚秀孝）

## 判例評釈・関連文献
- 芦部信喜「法律解釈による憲法判断の回避─恵庭事件」高橋和之・長谷部恭男・石川健治編『憲法判例百選Ⅱ　第5版』374-375頁（有斐閣、2007年）
- 宮沢俊義「恵庭判決について」ジュリスト370号（1967年）25頁[3]
- 『恵庭判決』（法律時報臨時増刊）